# Moritz Vetter von der Lilie

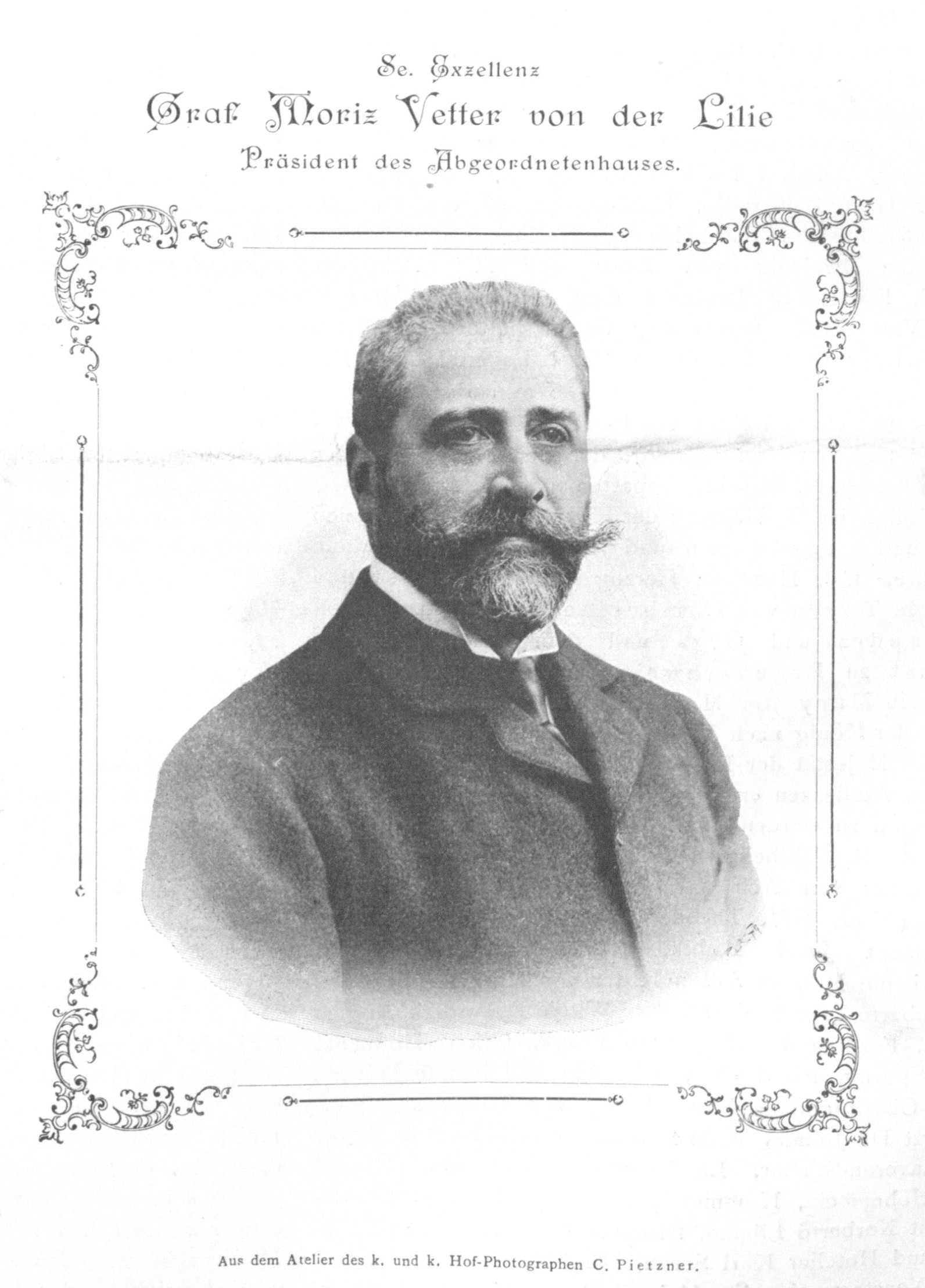
Graf Moriz Vetter von der Lilie, Präsident des Abgeordnetenhauses. Fotografie von Carl Pietzner, 1902.

Moritz (oder Moriz) Graf Vetter von der Lilie, ab 1919 Moritz Vetter-Lilie (* 22. August 1856 in Troppau, Österreichisch-Schlesien; † 20. September 1945 in Retz, Bezirk Hollabrunn, Niederösterreich), war ein mährisch-österreichischer Beamter, Großgrundbesitzer, Arzt und Politiker in Österreich-Ungarn und der Tschechoslowakei. Er war von 1897 bis 1907 Abgeordneter zum österreichischen Reichsrat, von 1901 bis 1907 Präsident des Abgeordnetenhauses und von 1914 bis 1918 Mitglied des Herrenhauses. Von 1920 bis 1925 gehörte er dem tschechoslowakischen Senat an.

## Leben und Karriere
Moritz entstammte der seit dem 16. Jahrhundert in der Untersteiermark ansässigen Adelsfamilie Vetter von der Lilie, die seit dem 18. Jahrhundert auch in Mähren begütert war. Der Sohn des Gutsbesitzers und Politikers Felix Vetter von der Lilie (von 1884 bis 1906 Landeshauptmann von Mähren) und der Ida Gräfin Arz von Arzio-Vasegg erhielt zunächst Privatunterricht und besuchte dann bis 1875 das Gymnasium in Teschen. Anschließend studierte er bis 1880 Rechtswissenschaft an den Universitäten Wien und Prag. Nach seinem Wehrdienst als Einjährig-Freiwilliger wurde er Reserveoffizier (1876 Leutnant, 1890 Rittmeister, 1908 Major).
Als Konzeptspraktikant an der Statthalterei für das Königreich Böhmen in Prag trat er in den staatlichen Verwaltungsdienst, 1885 wurde er Bezirkskommissär im mährischen Göding. 1887 wechselte er ins Innenministerium nach Wien, 1889 wurde er Bezirkshauptmann in Boskowitz. Von 1890 bis zu seinem Ausscheiden aus dem Dienst 1899 war er der Statthalterei für Mähren und Schlesien in Brünn zugeteilt. Er erhielt 1881 den Titel Kämmerer, 1902 Geheimer Rat und wurde 1907 mit dem Großkreuz des Franz-Joseph-Ordens ausgezeichnet.
Vetter von der Lilie war ab 1890 Mit- und ab 1918 Alleinbesitzer des Guts Sedlnitz im mährischen Kuhländchen, 1891 erwarb er außerdem das Gut Trnávka. Mit dem Tod seines Vaters erbte er 1913 den Fideikommiss Tüffer/Laško bei Cilli/Celje in der Untersteiermark sowie die Güter Neuhübel, Sýkorec und Kateřinice (alle bei Neutitschein in Mähren). 1897 nahm er ein Zweitstudium der Medizin an der Universität Wien auf und wurde 1907 zum Dr. med. promoviert. Anschließend diente er als Stabsarzt in der k.k. Landwehr und nahm als solcher (ab Oktober 1914 Ober-Stabsarzt) auch am Ersten Weltkrieg teil.
Moritz Vetter von der Lilie heiratete 1884 Karoline Gräfin Wimpffen, mit der er einen Sohn bekam. Fünf Jahre nach dem Tod seiner ersten Gattin heiratete er 1907 in zweiter Ehe Maria Theresia Gräfin Gudenus, die Tochter des vormaligen niederösterreichischen Landmarschalls Josef Graf Gudenus. Aus dieser Ehe gingen ein weiterer Sohn und eine Tochter hervor.
Als Vertreter der „Kurie“ des mährischen Großgrundbesitzes wurde Vetter von der Lilie 1897 ins Abgeordnetenhaus des Reichsrates gewählt, dem er während zwei Legislaturperioden bis zur Abschaffung des Klassenwahlrechts 1907 angehörte. Nach der Reichsratswahl 1901 wurde er zum Präsidenten des Abgeordnetenhauses gewählt. Im Februar 1905 trat er kurzfristig von diesem Amt zurück (nachdem seine Entscheidung, einem Redner das Wort zu entziehen, vom Haus abgelehnt wurde), wurde aber bald darauf wiedergewählt und blieb bis zu seinem Ausscheiden aus der Kammer deren Präsident. Von 1900 bis zum Ende der Monarchie 1918 gehörte er außerdem dem Mährischen Landtag in der Kurie der Großgrundbesitzer an, dort gehörte er zur Mährischen Mittelpartei. Mit dem Tod seines Vaters erbte Moritz Vetter von der Lilie auch dessen Sitz im Herrenhaus, den er Anfang 1914 einnahm.
Ehrenamtlich engagierte er sich im Gesundheits- und Rettungswesen: Er nahm nach dem Erdbeben von Messina 1908 an der Hilfsexpedition der Wiener Freiwilligen Rettungsgesellschaft teil; ab 1909 gehörte er dem Leitungsausschuss des Landesverbandes des Österreichischen Roten Kreuzes in Niederösterreich an, bis 1915 war er auch Ersatzmitglied im Bundesausschuss. Von 1911 bis 1918 war er Vizepräsident des Kuratoriums der Allgemeinen Poliklinik Wien.
Nach dem Ersten Weltkrieg wurden Böhmen, Mähren und Schlesien durch den Vertrag von Saint-Germain 1919 von Österreich getrennt und gehörten anschließend zur Tschechoslowakei. Vetter von der Lilie behielt aber seine dort gelegenen Besitztümer. Infolge der Aufhebung des Adels trug er als tschechoslowakischer Staatsangehöriger den bürgerlichen Namen Moritz Vetter-Lilie. Als Oberstabsarzt wurde er in die Reserve der tschechoslowakischen Armee übernommen. Er wurde 1920 in den tschechoslowakischen Senat gewählt, dem er bis 1925 angehörte und wo er Klubobmann-Stellvertreter der Deutschen Christlich-Sozialen Volkspartei (DCSVP) war. Nach dem Zweiten Weltkrieg wurden seine Güter in der Tschechoslowakei und Jugoslawien enteignet.